# Zizina labradus
Zizina labradus is een vlinder uit de familie van de Lycaenidae. De wetenschappelijke naam van de soort is voor het eerst geldig gepubliceerd in 1823 door Godart.

## Synoniemen
- Lycaena novae-hollandiae C. Felder, 1862
- Lycaena communis Herrich-Schäffer, 1869
- Lycaena alsulus Herrich-Schäffer, 1869
- Lycaena phoebe Murray, 1873
- Cupido delicata Tepper, 1882
- Lycaena pervulgatus Guest, 1882
- Polyommatus frequens Scott, 1890
- Zizera subcoerulea Holland, 1900

## Ondersoorten
- Zizina labradus labradus
- Zizina labradus cheesmanae (Riley, 1929)
- Zizina labradus labdalon Waterhouse & Lyell, 1914
- Zizina labradus oxleyi (C. & R. Felder, 1865)